# William Jones (matematico)
William Jones (Anglesey, 1675 – 3 luglio 1749) è stato un matematico gallese.
Nel novembre del 1711 diventò membro della Royal Society, di cui fu in seguito Vice-Presidente. Massone, fu membro della Prima gran loggia d'Inghilterra.
Figlio di un agricoltore, fu il primo, nel 1706, ad associare il simbolo π al famoso rapporto tra circonferenza e il diametro.
Era padre del filologo William Jones (1746-1794).